# Сідні Діллон Ріплі
Сі́дні Ді́ллон Рі́плі (англ. Sidney Dillon Ripley; *20 вересня 1913 — †12 березня 2001) — американський орнітолог та активіст збереження довкілля. Він був секретарем Смітсонівського інституту з 1964 до 1984 року.
Протягом Другої світової війни Ріплі служив в Управлінні стратегічних служб, попереднику ЦРУ, і був відповідальним за розвідку в регіоні Південно-Східної Азії.